# Filhos da Gaviões
O Grêmio Recreativo Cultural Escola de Samba Filhos da Gaviões é uma escola de samba da cidade de Paranaguá, no estado brasileiro do Paraná. Fundada em 2003 no Bairro Serraria do Rocha a escola ingressou no Carnaval de Paranaguá e hoje é a casula do samba na cidade. Em 2011 a escola mudou de bairro indo para o Jardim Guaraituba onde está sediada até hoje, bairro que trouxe o primeiro título do grupo especial para a agremiação.

## Enredos
| Ano  | Colocação   | Grupo    | Enredo | Ref.        |
| ---- | ----------- | -------- | --- | ----------- |
| 2004 | 8º lugar    | Especial | Mistérios do Fundo do Mar                                                                                       |             |
| 2005 | 5º lugar    | Especial | Corinthians - Uma Paixão, em Cada Esquina Sempre Tem um Gavião                                                  |             |
| 2006 | 3º lugar    | Especial | Vida, uma Eterna Explosão em Festas                                                                             |             |
| 2007 | 6º lugar    | Especial | Caminhos de Riquezas                                                                                            |             |
| 2008 | Campeã      | Acesso   | Beleza Não se Põe em Mesa, Assim Diz o Ditado                                                                   |             |
| 2009 | Vice-campeã | Especial | Água, Energia que Dá Gosto                                                                                      | [ 3 ]       |
| 2010 | Vice-campeã | Especial | Império do Quarto Poder                                                                                         | [ 4 ] [ 5 ] |
| 2011 | 3º lugar    | Especial | | [ 6 ]       |
| 2012 | 3º lugar    | Especial | | [ 7 ]       |
| 2013 | Campeã      | Especial | A gaviões vai seguir o seu destino, uma viagem pela alma cigana                                                 | [ 8 ] [ 9 ] |
| 2014 | Vice-campeã | Especial | Zumbi dos Palmares - A História                                                                                 | [ 10 ]      |
| 2015 | 3° Lugar    | Especial | Os meus inimigos não me atingirão. Estarei vestido e armado com as armas de Jorge                               |             |
| 2017 | 2° Lugar    |          | Num Ayê de emoções, surge Clara… Claridade aos braços da Gaviões. Salve a deusa… Salve o samba!                 |             |
| 2018 | 4° Lugar    |          | Sou filho da Gaviões, eu sou! Espalhando a paz, o amor… Comunidade de luta e fé, minha religião é o samba no pé |             |
| 2019 | 5° Lugar    |          | Oxente! A Filhos da Gaviões vem exaltar o Nordeste.                                                             |             |
| 2020 | 3° Lugar    |          | Mãe do Amanhecer seus filhos seguem em romaria por devoção é Fé - Nossa Senhora Do Rocio.                       |             |

## Casal de Mestre-sala e Porta-bandeira
| Ano  | Nome                           | Ref.               |
| ---- | ------------------------------ | ------------------ |
| 2019 | Fabiano Dourado e Lidiane      | [carece de fontes] |
| 2020 | Fabiano Dourado e Simone Costa |                    |